# Montcarra
Montcarra ist eine französische Gemeinde mit 606 Einwohnern (Stand: 1. Januar 2022) im Département Isère in der Region Auvergne-Rhône-Alpes. Montcarra gehört zum Arrondissement La Tour-du-Pin und zum Kanton La Tour-du-Pin.

## Geographie
Montcarra liegt etwa 53 Kilometer nordnordwestlich von Grenoble. Umgeben wird Montcarra von den Nachbargemeinden Saint-Chef im Norden und Nordwesten, Vignieu im Nordosten, Saint-Jean-de-Soudain im Osten und Südosten, Rochetoirin im Süden und Südosten, Ruy im Süden und Südwesten sowie Saint-Savin im Westen und Nordwesten.

## Bevölkerungsentwicklung
| Jahr                       | 1962 | 1968 | 1975 | 1982 | 1990 | 1999 | 2006 | 2013 |
| -------------------------- | ---- | ---- | ---- | ---- | ---- | ---- | ---- | ---- |
| Einwohner                  | 195  | 179  | 189  | 233  | 288  | 351  | 422  | 503  |
| Quellen: Cassini und INSEE |      |      |      |      |      |      |      |      |

## Sehenswürdigkeiten
- Kirche Saint-François-de-Sales
- Wehrhaus von Montcarra